# Xã Manchester, Michigan
Xã Manchester (tiếng Anh: Manchester Township) là một xã thuộc quận Washtenaw, tiểu bang Michigan, Hoa Kỳ. Năm 2010, dân số của xã này là 4.569 người.